# 古文辞学
古文辞学（こぶんじがく）とは、江戸時代に興った荻生徂徠に始まる儒教古学の一派。蘐園学派（けんえんがくは）または徂徠学とも。江戸時代中後期に盛んとなった。学問的には朱子学を批判し、伊藤仁斎の古義学に対抗した。
または、その荻生徂徠に影響を与えた、明代の李攀竜ら古文辞派（擬古派）が提唱した復古的な文学運動。模範とする古典を文は秦漢期、詩は唐に求めた。→中国文学#明代

## 人物
- 荻生徂徠（1666年 - 1728年）
- 太宰春台（1680年 - 1747年）
- 安藤東野（1683年 - 1719年）
- 服部南郭（1683年 - 1759年）
- 沢村琴所（1686年 - 1739年）
- 山県周南（1687年 - 1752年）
- 亀井南冥（1743年 - 1814年）
- 立原翠軒（1744年 - 1823年）折衷学も学ぶ
- 亀井昭陽（1773年 - 1836年）徂徠学に朱子学を取り入れた経学を大成